# Cladochaeta sororia
Cladochaeta sororia är en tvåvingeart som först beskrevs av Samuel Wendell Williston  1896.  Cladochaeta sororia ingår i släktet Cladochaeta och familjen daggflugor. Inga underarter finns listade i Catalogue of Life.